# Berro (Albacete)
Berro es una localidad española del municipio de Casas de Lázaro, perteneciente a la provincia de Albacete, en la comunidad autónoma de Castilla-La Mancha.

## Historia
Hacia mediados del siglo XIX, el lugar, ya por entonces perteneciente a Casas de Lázaro, era mencionado como una aldea y tenía contabilizadas 18 casas. Aparece descrito en el cuarto volumen del Diccionario geográfico-estadístico-histórico de España y sus posesiones de Ultramar de Pascual Madoz de la siguiente manera:

BERRO: ald. en la prov. de Albacete, part. jud. y á 6 leg. E. de Alcaraz; térm. jurisd. de Casas Lázaro. (V.)
(Madoz, 1846, p. 287)

En 2022, tenía empadronados 7 habitantes.